# Robert Moran
Robert Moran (* 8. Januar 1937 in Denver, Colorado) ist ein US-amerikanischer Komponist.
Nachdem Moran bei Hans Apostel in Wien und anschließend bei Luciano Berio und Darius Milhaud studiert hatte, trat er Mitte der 1960er Jahre als Mitbegründer des "San Francisco New Music Ensemble" am San Francisco Conservatory of Music in Erscheinung. Bald darauf zog er als festangestellter Komponist auf Einladung der deutschen Bundesregierung nach West-Berlin. 1977 kehrte er in die USA zurück, wo er derzeit in Philadelphia lebt.

## Werk
Im Sinne des gemeinschaftlichen Erlebens mit seinen Interpreten schrieb Moran in den 60er Jahren eine Reihe graphisch notierter Partituren, die zwar Strukturelemente kontrollieren, aber den Ausführenden eine eindeutig kreative Rolle zuwiesen.
Des Weiteren hat Moran "Performance Art"-Ereignisse komponiert und organisiert, so zum Beispiel im August 1969: "Thirty Nine Minutes for Thirty Nine Autos" – ein irreführender Titel für ein Werk, an dem 100.000 Darsteller und fast die ganze Innenstadt von San Francisco beteiligt waren – oder "Hallelujah" (April 1971) für 70.000 Bewohner Bethlehem (Pennsylvania), sowie 20 Blaskapellen, 40 Kirchenchöre, Gospelgruppen usw. Seine dritte und letzte Stadtkomposition "Pachelbel Promenade" – für verschiedene Instrumentalgruppen einschließlich steirischer Volksmusik und Knabenchor, entsteht für die Stadt Graz in Österreich.
Er komponierte 5 Opern, darunter "Juniper Tree" in Zusammenarbeit mit Philip Glass und "Desert of Roses" für die Grand Opera Houston, "From the Towers of the Moon" für die Minnesota Opera sowie die Kammeroper "Dracula Diary". Außerdem sind zahlreiche Chorwerke entstanden. Darunter: "The Eternal Hour" für beliebig viele Orchester und Chöre; "Seven Sounds unseen" für 20 Solostimmen zu Texten von John Cage oder das Requiem "Chant du Cygne", das auf den letzten Worten Mozarts beruht.
Sein 2001 in München uraufgeführtes Werk "Stimmen des letzten Siegels" zu einem Text von König Ludwig II erscheint im Oktober 2004 erstmals bei dem kleinen US-amerikanischen Label INNOVA auf CD.

## Termine
- 20. März 2007: Konzertante Aufführung der Oper "The Juniper Tree" im New Yorker Lincoln Center